# 厄尔·丘尔顿
厄尔·丘尔顿（英語：Earl Cureton，1957年9月3日—2024年2月4日），美国NBA联盟前职业篮球运动员。他在1979年的NBA选秀中第3轮第14顺位被费城76人选中。